# Queen Elizabeth II Great Court

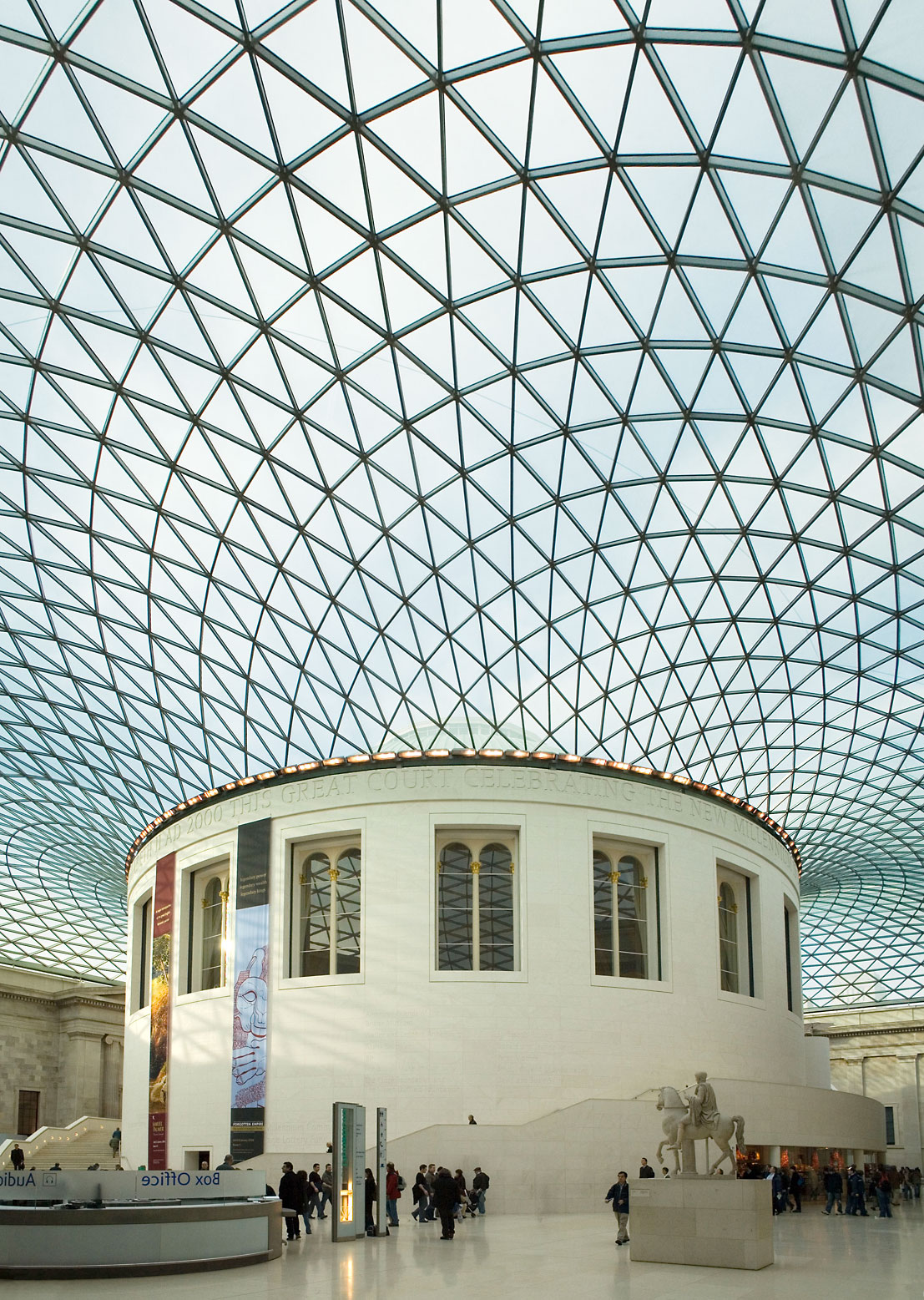
Queen Elizabeth II Great Court

Queen Elizabeth II Great Court, vanligtvis enbart kallat the Great Court eller bara the Court, är den centrala fyrkantiga öppna ytan i British Museum i London.
Den centrala fyrhörningen i British Museum byggdes om efter ritningar av arkitektfirman Foster and Partners, efter en konstruktion från 1970-talet av Colin St John Wilson, och blev Queen Elizabeth II Great Court i slutet av 1990-talet. Det öppnades av drottning Elizabeth II år 2000. Området har ett glastak, som är en tessellation, ritat av Buro Happold, vilket täcker hela området och omger det ursprungliga, cirkulära British Museum Reading Room i mitten, idag ett museum. The Court är det största övertäckta torget i Europa. Det 6 100 kvadratmeter stora taket består av 4 878 unika ståldelar anslutna till 1 566 unika noder, och 1 656 fönsterrutor, var och en med unik form på grund av takets kupade form.
En del av stenen i området är från Frankrike, i stället för portlandsten från södra England som överenskommits i det ursprungliga avtalet med murarna, vilket varit kontroversiellt.
Inom the Great Court finns butiker och ett kafé. Det är fortfarande öppet efter British Museum självt har stängt för kvällen. Området fungerar som central punkt i museet, ungefär som I.M. Peis pyramid vid Louvren i Paris.